# Saint-Denis-du-Maine
Saint-Denis-du-Maine is een gemeente in het Franse departement Mayenne (regio Pays de la Loire) en telt 404 inwoners (2004). De plaats maakt deel uit van het arrondissement Château-Gontier.

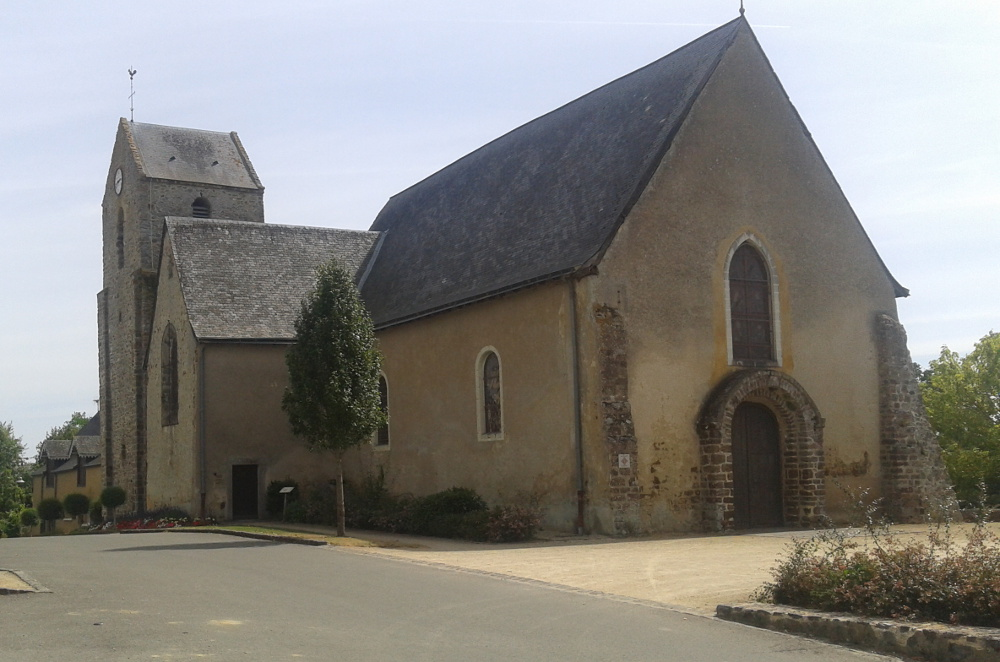
Kerk van Saint-Denis-du-Maine

## Geografie
De oppervlakte van Saint-Denis-du-Maine bedraagt 14,5 km², de bevolkingsdichtheid is 27,9 inwoners per km².

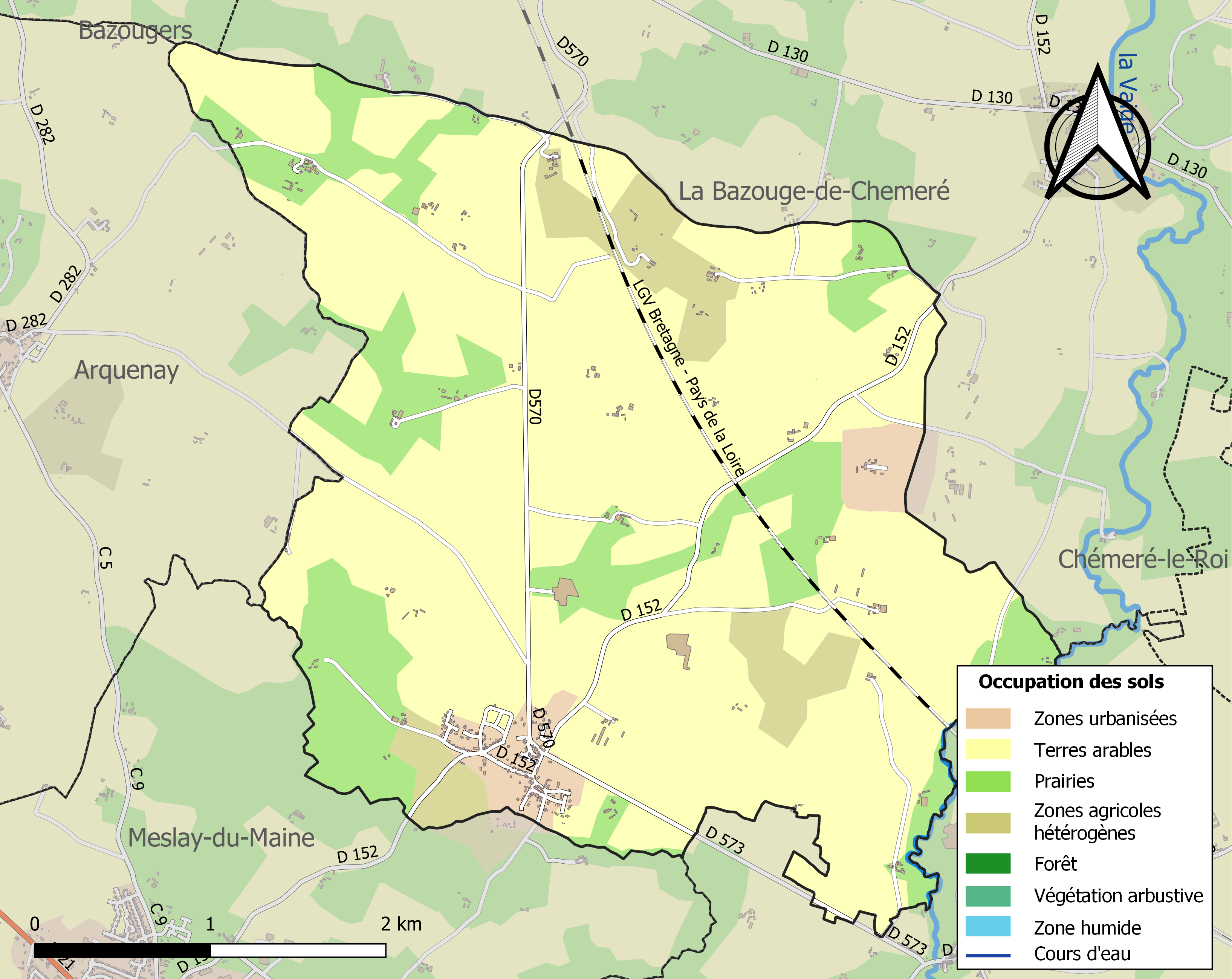
Kaart van de gemeente met de belangrijkste infrastructuur, bodemgebruik en omliggende gemeenten

## Demografie
Onderstaande figuur toont het verloop van het inwonertal (bron: INSEE-tellingen).

1. ↑  Populations de référence 2022.